# Villeneuve (Alpes-de-Haute-Provence)
Pour les articles homonymes, voir Villeneuve.
Villeneuve est une commune française située dans le département des Alpes-de-Haute-Provence, en région Provence-Alpes-Côte d'Azur.
Le nom des habitants de Villeneuve est Villeneuvois,.

## Géographie

### Localisation

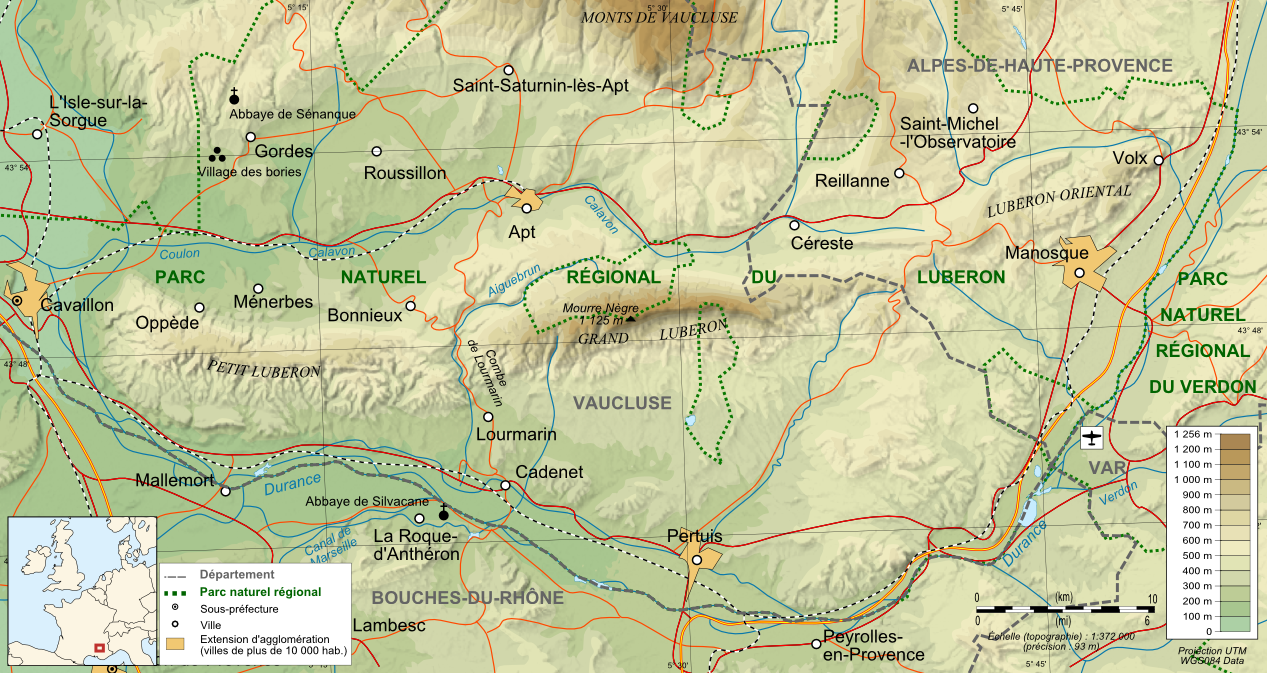
Le territoire du parc naturel régional du Luberon.

Le vieux village de Villeneuve est situé à 440 m d'altitude. L’agglomération moderne s’est développée sur les pentes descendant vers la vallée de la Durance et dans sa plaine, désormais à l’abri de ses crues redoutables. Le village en ruines de La Roque est l’ancien la Roche-Amère : il offre un panorama sur la vallée de la Durance et le défilé du Largue.
La commune est desservie, depuis Volx (au sud-ouest) et La Brillanne (au nord-est) par la RD 4096 et Forcalquier (au nord-ouest) par la RD 216.
Le vieux village est sur un site perché. La commune est l'un des soixante-dix-sept membres du parc naturel régional du Luberon, parc qui s'étend, de Cavaillon à l'ouest jusqu'à la Durance à l'est, sur deux départements, quatre-vingt-cinq communes et 185 145 hectares.
Les communes limitrophes de Villeneuve sont Niozelles, La Brillanne, Oraison, Valensole, Volx, Saint-Maime et Forcalquier.
Le village est situé à 11 km de Manosque, 42 km de Sisteron, 45 km de Digne-les-Bains et 68 km d'Aix-en-Provence.

### Géologie

Massif des Alpes et localisation des Monts de Vaucluse et du Luberon.

Le territoire se situe à la limite est du massif du Lubéron, entre plusieurs formations géologiques majeures des Alpes :
- le Plateau de Valensole à l'est : bassin molassique du Miocène et du Pliocène composé de roches sédimentaires détritiques (dépôts liés à l'érosion des montagnes apparues à l'Oligocène).
- la faille de la Durance, dans la vallée ;
- le Lubéron au sud-ouest.

### Relief
Villeneuve est situé en rive droite de la Durance, qui coule du nord au sud dans la commune. Depuis la canalisation de la Durance, la plaine de la Durance est occupée par les activités humaines ; c’est là que se trouve la plus grande partie de l’agglomération contemporaine, entre 350 et 400 m d’altitude environ.
Mais la plus grande partie de la commune est constituée des collines de la terminaison nord-est du Lubéron, qui atteignent entre 500 et 600 m d’altitude (le point culminant de la commune), et forment aussi des plans en hauteur.
Le point haut le plus remarquable de la commune est la Roque-Amère, colline détachée de ses voisines, qui domine le défilé du Largue (dit La Brèche), et culmine à 584 m, dominant de plus de 200 m la plaine à ses pieds. De forme triangulaire et d’une superficie de 10 hectares, cette colline a été occupée depuis la Préhistoire. Elle est actuellement exploitée comme carrière.

### Hydrographie

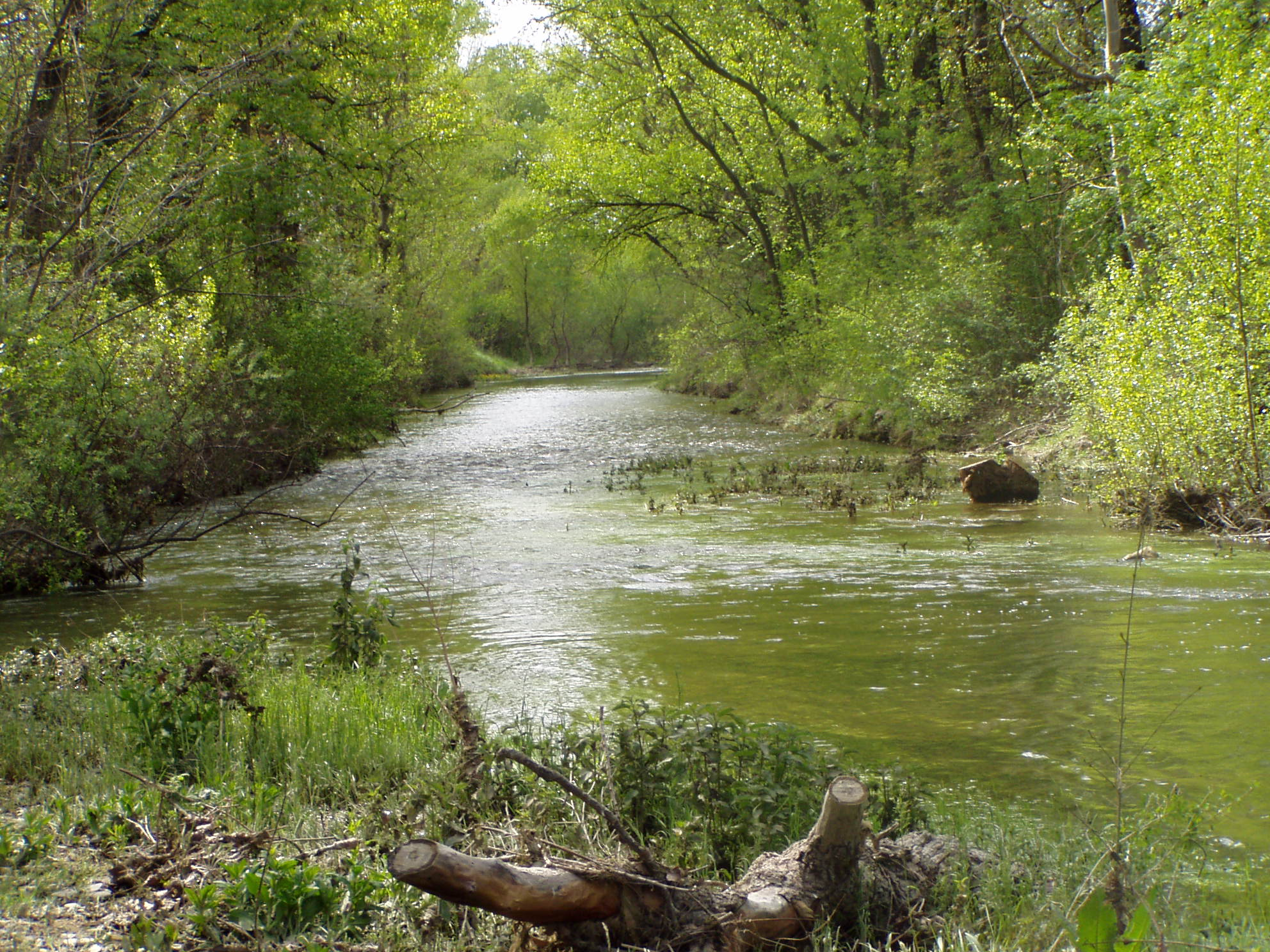
Le Largue séparant Volx et Villeneuve.

C'est à la limite des communes de Volx et de Villeneuve que la rivière le Largue se jette dans la Durance.
La Durance borde la commune à l'est. C'est une rivière dite « capricieuse » et autrefois redoutée pour ses crues (elle était appelée le 3e fléau de la Provence (la tradition provençale dit que les deux premiers étaient le mistral et le Parlement d'Aix) aussi bien que pour ses étiages, la Durance est une rivière à la fois alpine et méditerranéenne à la morphologie bien particulière.
Plusieurs torrents, dits « ravins », s’écoulent entre les collines :
- les ravins de la Creuse (limitrophe de Saint-Maime), de l’Achanal, du Para, qui coulent du nord vers le sud et se jettent dans le Largue ;
- le ravin de Saint-Saturnin, au nord de la commune, qui se jette dans la Durance.

Plusieurs petits lacs se trouvent dans les collines.

### Climat
Pour des articles plus généraux, voir Climat de Provence-Alpes-Côte d'Azur et Climat des Alpes-de-Haute-Provence.
En 2010, le climat de la commune est de type climat méditerranéen altéré, selon une étude du Centre national de la recherche scientifique s'appuyant sur une série de données couvrant la période 1971-2000. En 2020, Météo-France publie une typologie des climats de la France métropolitaine dans laquelle la commune est exposée à un climat de montagne ou de marges de montagne et est dans la région climatique Provence, Languedoc-Roussillon, caractérisée par une pluviométrie faible en été, un très bon ensoleillement (2 600 h/an), un été chaud (21,5 °C), un air très sec en été, sec en toutes saisons, des vents forts (fréquence de 40 à 50 % de vents > 5 m/s) et peu de brouillards.
Pour la période 1971-2000, la température annuelle moyenne est de 12,7 °C, avec une amplitude thermique annuelle de 17,6 °C. Le cumul annuel moyen de précipitations est de 788 mm, avec 6,2 jours de précipitations en janvier et 3,5 jours en juillet. Pour la période 1991-2020, la température moyenne annuelle observée sur la station météorologique de Météo-France la plus proche, « Dauphin », dans la commune de Dauphin à 6 km à vol d'oiseau, est de 12,6 °C et le cumul annuel moyen de précipitations est de 693,2 mm. 
La température maximale relevée sur cette station est de 42,1 °C, atteinte le 28 juin 2019 ; la température minimale est de −16,4 °C, atteinte le 7 février 2012,,.
Les paramètres climatiques de la commune ont été estimés pour le milieu du siècle (2041-2070) selon différents scénarios d'émission de gaz à effet de serre à partir des nouvelles projections climatiques de référence DRIAS-2020. Ils sont consultables sur un site dédié publié par Météo-France en novembre 2022.

### Environnement
La commune compte 976 ha de bois et forêts, soit 38 % de sa superficie.

### Transports

#### Voies de communication
Villeneuve est située sur l'ancienne RN 96 (actuelle RD 4096), qui relie Château-Arnoux-Saint-Auban à Aubagne.
Villeneuve est à 6 kilomètres de l’échangeur autoroutier de La Brillanne (sortie 19) et à 14 kilomètres de l’échangeur de Manosque (sortie 18) situées sur l'autoroute A51, qui assure une communication rapide vers le sud en direction d'Aix-en-Provence et de Marseille et vers le nord en direction de Gap et de Grenoble.
Les liaisons secondaires sont assurées par la RD 216 à l'ouest, qui rejoint Forcalquier par les collines, et la RD 13 qui remonte la vallée du Largue vers Mane et la RD 4100 en direction d’Avignon.

#### Services autocars

##### Lignes régionales, réseauZou!

Logo du réseau Zou !

Villeneuve est desservi par :
- 2 lignes EXPRESS :

| Ligne | Tracé                                                         |
| ----- | ------------------------------------------------------------- |
| 68    | Marseille ↔ Villeneuve ↔ Digne-les-Bains ↔ Barcelonnette      |
| 69    | Marseille ↔ Manosque ↔ Villeneuve ↔ Sisteron ↔ Gap ↔ Briançon |

- 1 ligne de PROXIMITE :

| Ligne | Tracé                                   |
| ----- | --------------------------------------- |
| 483   | Digne-les-Bains ↔ Villeneuve ↔ Manosque |

##### Lignes intercommunales

Logo du réseau Trans'Agglo

Le village est desservi par une ligne intercommunale du réseau Trans'Agglo.
| Ligne | Parcours                                              |
| ----- | ----------------------------------------------------- |
| 120   | Oraison ↔ La Brillanne ↔ Villeneuve ↔ Volx ↔ Manosque |

##### Lignes scolaires
Des lignes de transports scolaires ont été mises en place pour rallier les trois collèges de Manosque, les trois lycées de Manosque, le lycée Félix-Esclangon, le lycée des Iscles et le lycée des Métiers-Louis-Martin-Bret ainsi que le collège de Volx. Ces lignes sont financées par la communauté d'agglomération Durance-Luberon-Verdon Agglomération au travers du réseau Trans'Agglo. En plus des lignes existantes du réseau, deux autres ont été rajoutées.
| Ligne | Parcours                     |
| ----- | ---------------------------- |
| 161 S | Villeneuve ↔ Volx ↔ Manosque |
| 163 S | Villeneuve ↔ Volx            |

#### Transports ferroviaires
La gare SNCF la plus proche est celle de La Brillanne - Oraison, située à 5 kilomètres de Villeneuve et desservie par les TER de la ligne Lyon-Perrache - Marseille-Saint-Charles (via Grenoble).
La gare TGV la plus proche de Villeneuve est celle d'Aix-en-Provence TGV.

### Risques naturels et technologiques
Aucune des 200 communes du département n'est en zone de risque sismique nul. Le canton de Forcalquier auquel appartient Villeneuve est en zone 1b (sismicité faible) selon la classification déterministe de 1991, basée sur les séismes historiques, et en zone 4 (risque moyen) selon la classification probabiliste EC8 de 2011.
La commune de Villeneuve est également exposée à trois autres risques naturels :
- feu de forêt ;
- inondation (dans la vallée de la Durance) ;
- mouvement de terrain : la moitié occidentale de la commune est concernée par un aléa moyen à fort[20].

La commune de Villeneuve est de plus exposée à deux risques d’origine technologique, :
- celui de transport de matières dangereuses, par rail, route et canalisations. Il s’agit essentiellement du transport de matières premières à destination ou de produits finis en provenance des usines Arkema de Saint-Auban[22] :
  - en ce qui concerne la voie ferrée, c’est la ligne de Lyon à Marseille (via Grenoble) qui traverse la commune[23] ;
  - l’autoroute A51 et la départementale RD 4096 (ancienne route nationale 96) peuvent être empruntées par les transports routiers de marchandises dangereuses[23] ;
  - enfin, le gazoduc servant à alimenter Digne en gaz naturel traverse la commune et constitue donc un facteur de risque supplémentaire[24] ;
- le second risque technologique est le risque de rupture de barrage[25]. En cas de rupture du barrage de Serre-Ponçon, toute la vallée de la Durance serait menacée par l’onde de submersion. Villeneuve fait partie de la zone d’inondation spécifique (supérieure à la crue maximale de la Durance)[26]. Une partie des habitations seraient recouvertes par les eaux.

Aucun plan de prévention des risques naturels prévisibles (PPR) n’existe pour la commune : seul un plan des surfaces submersibles datant de 1961 a été élaboré ; le Dicrim n’existe pas non plus.
La commune a été l’objet d’un seul arrêté de catastrophe naturelle, pour des inondations et des coulées de boue, en 1994. Bien que d’autres tremblements de terre se soient fait sentir à Villeneuve, le seul séisme fortement ressenti dans la commune est celui de Volx, le 14 mai 1913, ayant atteint une intensité macro-sismique ressentie de VII et demi sur l’échelle MSK (destructions prononcées),. Le séisme de magnitude 3,5 sur l’échelle de Richter du 19 septembre 2012 avait son épicentre sous la commune.

## Urbanisme

### Typologie
Au 1er janvier 2024, Villeneuve est catégorisée petite ville, selon la nouvelle grille communale de densité à 7 niveaux définie par l'Insee en 2022.
Elle appartient à l'unité urbaine de Villeneuve, une unité urbaine monocommunale constituant une ville isolée,. Par ailleurs la commune fait partie de l'aire d'attraction de Manosque, dont elle est une commune de la couronne,. Cette aire, qui regroupe 30 communes, est catégorisée dans les aires de 50 000 à moins de 200 000 habitants,.

### Occupation des sols

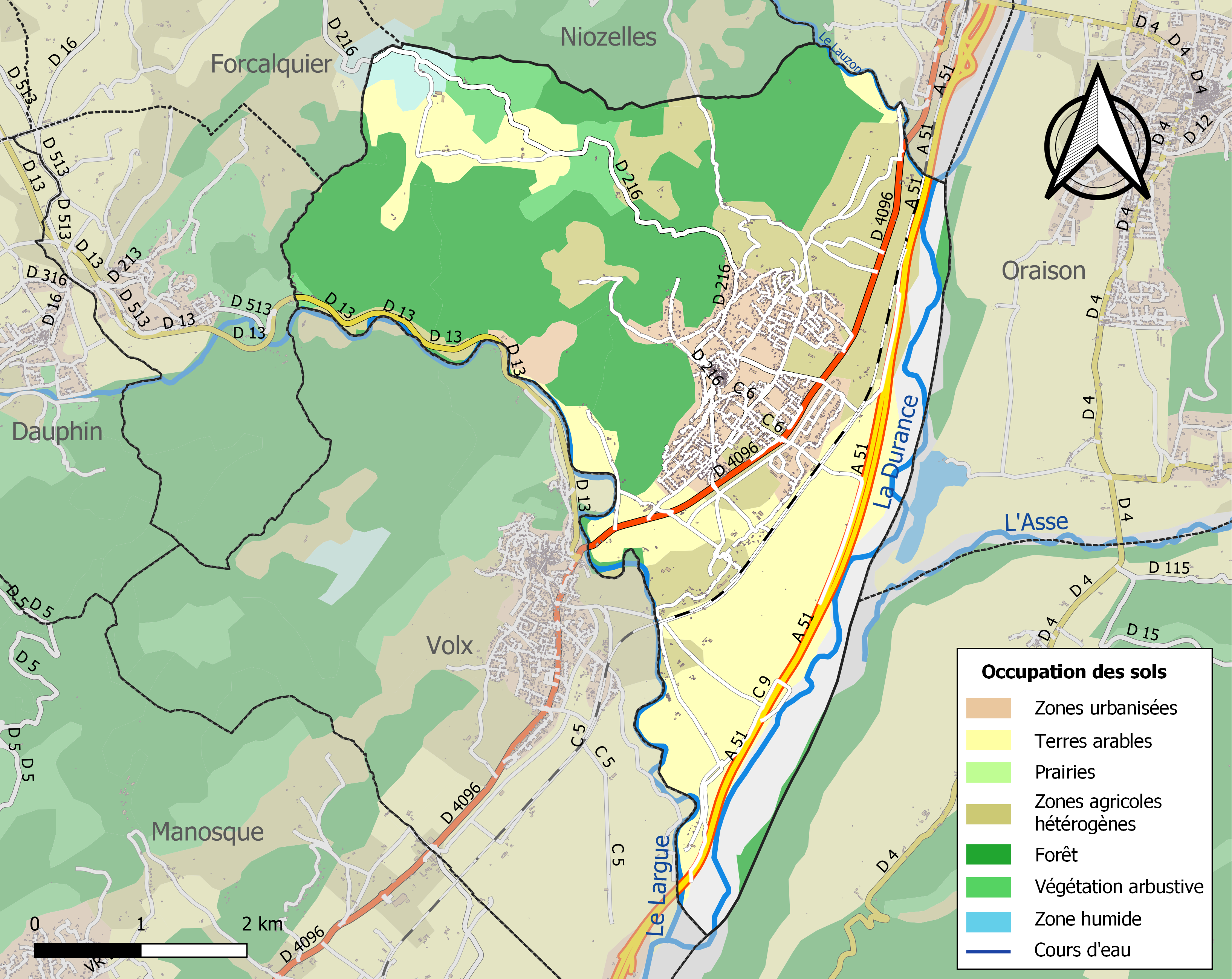
Carte de l'occupation des sols de la commune en 2018 (CLC).

L'occupation des sols de la commune, telle qu'elle ressort de la base de données européenne d’occupation biophysique des sols Corine Land Cover (CLC), est marquée par l'importance des forêts et milieux semi-naturels (46,1 % en 2018), une proportion sensiblement équivalente à celle de 1990 (46,2 %). La répartition détaillée en 2018 est la suivante : 
forêts (33,1 %), terres arables (24,6 %), zones agricoles hétérogènes (18,6 %), zones urbanisées (9,7 %), espaces ouverts, sans ou avec peu de végétation (9,2 %), milieux à végétation arbustive et/ou herbacée (3,8 %), mines, décharges et chantiers (1 %).
L'IGN met par ailleurs à disposition un outil en ligne permettant de comparer l’évolution dans le temps de l’occupation des sols de la commune (ou de territoires à des échelles différentes). Plusieurs époques sont accessibles sous forme de cartes ou photos aériennes : la carte de Cassini (XVIIIe siècle), la carte d'état-major (1820-1866) et la période actuelle (1950 à aujourd'hui).

### Logement
Villeneuve comptait 1 514 logements en 2007 (contre 1 213 en 1999). Les constructions neuves sont bien plus présentes que la moyenne française : en 2007, 29,8 % des résidences principales dataient de 1990 et plus contre 10,4 % en France. En revanche, la commune connaît un important déficit de constructions des années 1950 aux années 1970 qui s'explique par l'exode rural.
Les résidences principales représentent 1 340 logements soit 88,5 % du parc, réparties à 92,4 % en maisons individuelles (96,4 % en 1999) et à 7,5 % en appartements (respectivement 56,1 % et 42,4 % en France métropolitaine). 82,5 % des habitations principales comportent 4 pièces et plus. Les propriétaires de leurs logements constituent 74,9 % des habitants contre 23,1 % qui sont locataires (respectivement 57,4 % et 39,8 % en France métropolitaine).

## Toponymie
Villeneuve se nomme Vilanòva en provençal selon la norme classique et Vilanovo selon la norme mistralienne.
Le nom du village, tel qu’il apparaît la première fois en 1204 (Villanova) est issu de l’occitan vila, village, et nova, nouveau.
Le toponyme la Moutte, au nord du vieux village, fait référence à une motte castrale qui dominait la vallée de la Durance.

## Histoire

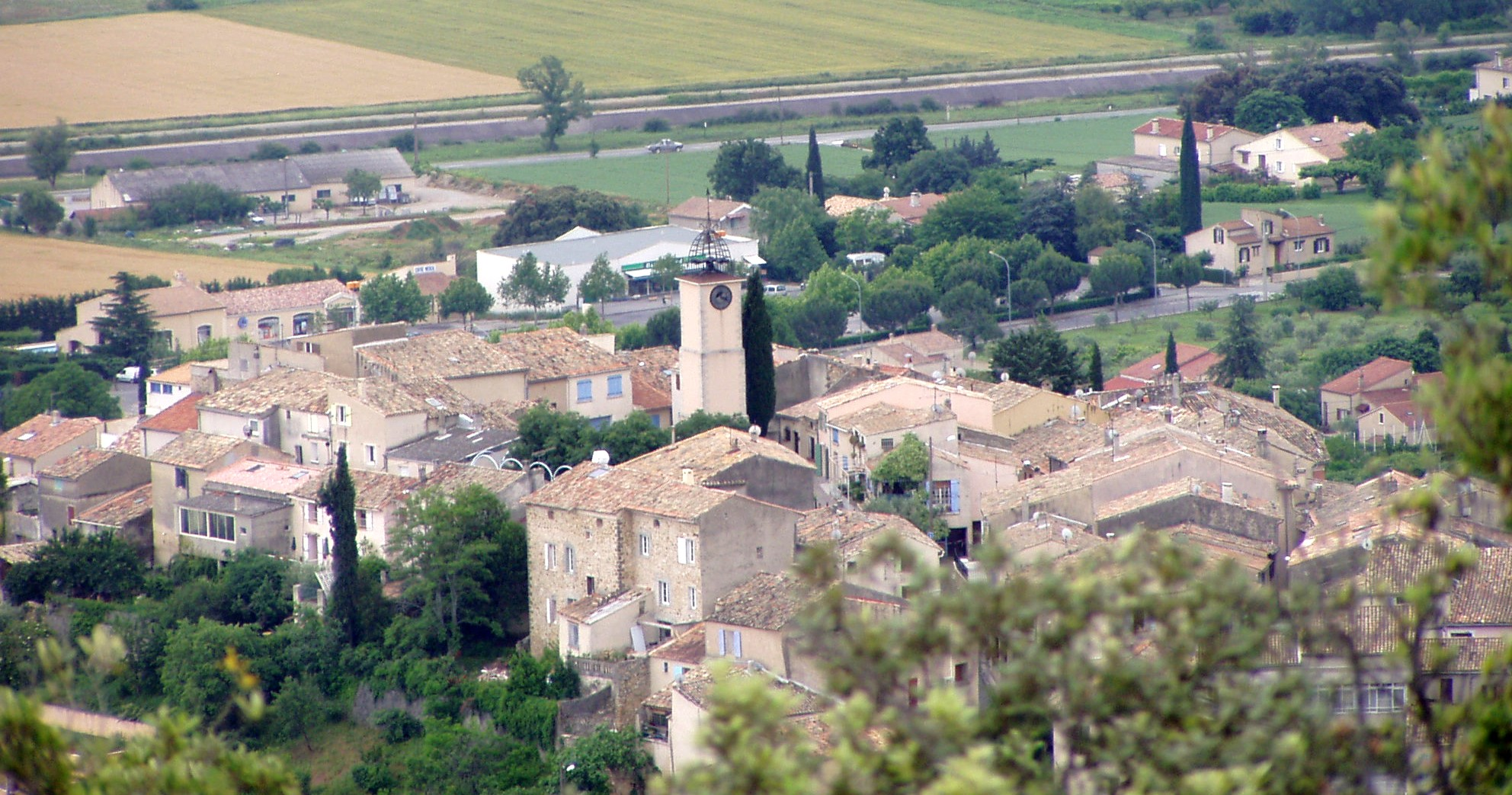
Vue sur le village.

### Préhistoire et Antiquité
Le sommet de Roche-Amère a été occupé à l’âge du bronze, puis au second âge du fer, pendant l’Antiquité et le Moyen Âge,.
Dans l’Antiquité, le territoire de Villeneuve fait partie de celui des Sogiontiques (Sogiontii), dont le territoire s’étend du sud des Baronnies à la Durance. Les Sogiontiques sont fédérés aux Voconces, et après la conquête romaine, ils sont rattachés avec eux à la province romaine de Narbonnaise. Au IIe siècle, ils sont détachés des Voconces et forment une civitas distincte, avec pour capitale Segustero (Sisteron).
Parmi les découvertes archéologiques, le site des Rabalines (atelier de potier de fabrication d'amphores vinaires) permet d'établir que la zone de Villeneuve était, grâce à la proximité de la voie domitienne, fortement intégrée à l'Empire romain et fortement pénétrée de ses modes de vie. Une autre villa se trouvait à Saint-Saturnin.

### Moyen Âge
Des sépultures de la Basse-Antiquité ou du Haut Moyen Âge ont été mises au jour en 2014 au Pigeonnier de l'Ange. Tombes en bâtière faites de tuiles romaines, elles sont représentatives de l'époque.
Alors que le sud-est de la Gaule était une terre burgonde, le roi des Ostrogoths Théodoric le Grand fait la conquête de la région entre la Durance, le Rhône et l’Isère en 510. La commune dépend donc brièvement à nouveau de l’Italie, jusqu’en 526. En effet, pour se réconcilier avec le roi burgonde Gondemar III, la régente ostrogothe Amalasonthe lui rend ce territoire.
Deux mottes castrales sont construites au XIe siècle aux lieux-dits la Tourrache et la Moutte. La motte de la Moutte est établie sur une plate-forme de 5 mètres de haut, longue de 28 m et large de 14. Elle dominait directement la route de Volx à Pierrerue et dominait également la vallée de la Durance. Le castrum est appelé Roche-Amère à cette époque, du nom de la montagne où il est implanté.
Également au XIe siècle, l’église Saint-Saturnin, qui existait déjà en 812, appartenait à l’abbaye Saint-Victor de Marseille ; à la fin du siècle, c’est l’abbaye Saint-André de Villeneuve-lès-Avignon qui en perçoit les revenus. L’église paroissiale Notre-Dame du Roc relève des Hospitaliers de Saint-Jean à partir de 1150. La communauté relevait de la viguerie de Forcalquier.
Le fief de Villeneuve relevait du comté de Forcalquier au XIIe siècle. Lorsque ce comté perd son indépendance en 1209, à la mort de Guillaume II, un de ses neveux, Guillaume de Sabran tente de le relever. Après une lutte de dix ans, il passe un accord à Meyrargues le 29 juin 1220 avec Raimond Bérenger IV, comte de Provence et lui aussi héritier du comté de Forcalquier. Par cet accord, la moitié sud du comté, dont Villeneuve, lui est donnée. Guillaume de Sabran conserve sa moitié de comté jusqu'à sa mort, vers 1250.
Le village était construit au sommet de la Roche-Amère, site facile à défendre mais difficile d’accès. Cette difficulté d’accès provoqua, le 3 décembre 1443, la décision de transférer intégralement le village sur la butte où il se trouve encore actuellement. La translation prit quelques décennies.
Le fief appartient aux Brancas depuis le XVe siècle.

### Révolution française
Durant la Révolution, la commune compte une société patriotique, créée après la fin de 1792.

### Période contemporaine
Le coup d'État du 2 décembre 1851 commis par Louis-Napoléon Bonaparte contre la Deuxième République provoque un soulèvement armé dans les Basses-Alpes, en défense de la Constitution. Après l’échec de l’insurrection, une sévère répression poursuit ceux qui se sont levés pour défendre la République : 9 habitants de Villeneuve sont traduits devant la commission mixte, la peine la plus courante étant la déportation en Algérie.
Une mine de lignite est exploitée au XIXe siècle : la concession, couvrant 427 ha, est attribuée en 1861.
Comme de nombreuses communes du département, Villeneuve se dote d’une école bien avant les lois Jules Ferry : en 1863, elle en possède déjà une qui dispense une instruction primaire aux garçons, au chef-lieu. La même instruction est donnée aux filles, bien que la loi Falloux (1851) n’impose l’ouverture d’une école de filles qu’aux communes de plus de 800 habitants, la commune en est proche.
En 1923, une coopérative vinicole est construite.
Pour préparer le débarquement de Provence, deux équipes Jedburgh sont parachutées les 8 et 9 août afin d’agir sur les arrières allemandes, et notamment les voies de communication. Disposant de 3 000 FFI, elles prennent le contrôle la RN 96 qui permet de remonter la vallée de la Durance de Manosque à Veynes. Au cours des opérations suivant le débarquement, les forces alliées franchissent très tôt les premières défenses allemandes, et se lancent dans de rapides offensives de débordement, afin de couper les voies de retraite à la Wehrmacht. Une colonne, partie le 17 août de Vidauban, franchit la Durance le 20 août au sud de Mirabeau. Le 143e régiment d’infanterie US forme une colonne qui remonte la vallée de la Durance toute la journée du 20 août et libère les villes et villages sur son passage, dont Villeneuve.
La carrières de La Roche-Amère est ouverte à la fin des années 1950, ce qui provoque des batailles entre défenseurs de l’environnement et du patrimoine et les exploitants (Alès, Froges et Camargue, puis Pechiney, Rhône-Poulenc et enfin son sous-traitant Chloé Chimie).

## Politique et administration

### Administration municipale

#### Élections municipales de 2008
La commune comptant alors moins de 3 500 habitants, l'élection des conseillers municipaux est au scrutin majoritaire plurinominal à deux tours, avec panachage : 
- au premier tour, des candidats sont élus s'ils ont obtenu la majorité absolue et le vote d'au moins le quart des électeurs inscrits[68] ;
- au second tour, la majorité relative suffit. Les listes ne sont pas obligatoires. Les suffrages sont comptabilisés individuellement, et le panachage est autorisé.

De par sa taille, la commune disposait d'un conseil municipal de 23 membres (article L2121-2 du Code général des collectivités territoriales).
Lors du scrutin de 2008 il n’y eut qu’un seul tour. Jacques Echalon a été élu conseiller municipal au premier tour avec le vingt-troisième total de 1 180 voix soit 75,30 % des suffrages exprimés. Le taux de participation s'élevait à 60,29 %. Il a ensuite été élu maire par le conseil municipal. Le conseil municipal est composé du maire, de six adjoints et seize conseillers municipaux.

#### Élections municipales de 2014
La commune comptait 3 529 habitants au recensement de 2011. Les conseillers municipaux sont élus au scrutin proportionnel.
Le conseil municipal est ainsi composé de 27 membres.
Lors du scrutin de 2014, il n'y eut également qu'un seul tour. Le maire sortant s'est représenté ; Jacques Echalon a été élu au premier tour avec 1 023 voix, soit 52,59 % des suffrages exprimés. Le taux de participation s'élevait à 68,44 %.

### Liste des maires
L'élection du maire est la grande innovation de la Révolution de 1789. De 1790 à 1795, les maires sont élus au suffrage censitaire pour 2 ans. De 1795 à 1800, il n’y a pas de maires, la commune se contente de désigner un agent municipal qui est délégué à la municipalité de canton.
En 1799-1800, le Consulat revient sur l'élection des maires, qui sont désormais nommés par le pouvoir central. Ce système est conservé par les régimes suivants, à l'exception de la Deuxième République (1848-1851). Après avoir conservé le système autoritaire, la Troisième République libéralise par la loi du 5 avril 1884 l'administration des communes : le conseil municipal, élu au suffrage universel, élit le maire en son sein.
| Période                                  | Période                         | Identité                                      | Étiquette           | Qualité |
| ---------------------------------------- | ------------------------------- | --------------------------------------------- | ------------------- | --- |
| Les données manquantes sont à compléter. |                                 |                                               |                     | |
| mai 1809                                 |                                 | Marc Antoine Barrière                         |                     | |
| Les données manquantes sont à compléter. |                                 |                                               |                     | |
| mai 1900                                 | mai 1924 (décès)                | Frédéric Aillaud                              | SFIO                | Agriculteur Député des Basses-Alpes (1924) Conseiller général de Forcalquier (1919 → 1924) |
| 1924                                     | mai 1964 (décès)                | Aimé Aillaud (1890-1964, fils du précédent)   | Résistant puis SFIO | Cultivateur, ancien résistant |
| 1964                                     | juin 1995                       | Edmond Aillaud (1921-2025, fils du précédent) |                     | Ancien résistant |
| juin 1995,                               | 8 décembre 2014                 | Jacques Echalon,                              | PS puis DVG         | Technicien informatique Conseiller général de Forcalquier 6e vice-président du conseil général (? → 2011) 1er vice-président de la CA Durance Luberon Verdon (2013 → 2016) Président de l'Intercommunalité du Luberon Oriental (2000 → 2013) Démissionnaire |
| 8 décembre 2014                          | En cours (au 13 septembre 2023) | Serge Faudrin,                                | PS                  | Inspecteur des finances 8e vice-président de la CA Durance Luberon Verdon (2020 → 2023) 6e vice-président de la CA Durance Luberon Verdon (2023 → ) Réélu pour le mandat 2020-2026                                                                          |

### Instances administratives et judiciaires
Villeneuve est une des dix communes de l'ancien canton de Forcalquier qui totalisait 14 209 habitants en 2012. Le canton a fait partie de l’arrondissement de Forcalquier depuis le 17 février 1800 et de la deuxième circonscription des Alpes-de-Haute-Provence. Villeneuve faisait partie du canton de Forcalquier de 1801 à 2015 après avoir fait partie du canton de Volx de 1793 à 1801.
Bien que le canton de Forcalquier existe toujours, la commune change de canton à la suite du redécoupage cantonal de 2014 : elle est rattachée au canton d'Oraison.
Sur le plan judiciaire, la commune dépend de la cour administrative d'appel de Marseille, de la cour d'appel d'Aix-en-Provence, du tribunal administratif de Marseille, de la cour d'assises des Alpes-de-Haute-Provence, du tribunal d'instance et de commerce de Manosque, du tribunal de grande instance et du conseil de prud'hommes de Digne-les-Bains.

### Intercommunalité
Villeneuve était le siège de la communauté de communes Intercommunalité du Luberon Oriental de 2000 à 2013. Depuis le 1er janvier 2013, elle appartient à la communauté d'agglomération Durance Luberon Verdon.

### Politique environnementale
Villeneuve est classé 2 fleurs au concours des villes et villages fleuris.

### Environnement et recyclage
La collecte et traitement des déchets des ménages et déchets assimilés et la protection et mise en valeur de l'environnement se font dans le cadre de la communauté d'agglomération Durance Luberon Verdon.
La commune dispose d'une déchèterie.

### Fiscalité locale
| Taxe                                        | Part communale | Part intercommunale | Part départementale | Part régionale |
| ------------------------------------------- | -------------- | ------------------- | ------------------- | -------------- |
| Taxe d'habitation                           | 6,99 %         | 0,00 %              | 5,53 %              | 0,00 %         |
| Taxe foncière sur les propriétés bâties     | 25,76 %        | 0,00 %              | 14,49 %             | 2,36 %         |
| Taxe foncière sur les propriétés non bâties | 86,56 %        | 0,00 %              | 47,16 %             | 8,85 %         |
| Taxe professionnelle                        | 0,00 %         | 22,75 %             | 10,80 %             | 3,84 %         |

La part régionale de la taxe d'habitation n'est pas applicable.
La taxe professionnelle est remplacée en 2010 par la cotisation foncière des entreprises (CFE) portant sur la valeur locative des biens immobiliers et par la contribution sur la valeur ajoutée des entreprises (CVAE) (les deux formant la contribution économique territoriale (CET) qui est un impôt local instauré par la loi de finances pour 2010).

## Population et société

### Démographie

#### Évolution démographique
L'évolution du nombre d'habitants est connue à travers les recensements de la population effectués dans la commune depuis 1765. Pour les communes de moins de 10 000 habitants, une enquête de recensement portant sur toute la population est réalisée tous les cinq ans, les populations de référence des années intermédiaires étant quant à elles estimées par interpolation ou extrapolation. Pour la commune, le premier recensement exhaustif entrant dans le cadre du nouveau dispositif a été réalisé en 2004.

En 2022, la commune comptait 4 386 habitants, en évolution de +6,04 % par rapport à 2016 (Alpes-de-Haute-Provence : +2,84 %, France hors Mayotte : +2,11 %).
| 1765 | 1793 | 1800 | 1806 | 1821 | 1831 | 1836 | 1841 | 1846 |
| ---- | ---- | ---- | ---- | ---- | ---- | ---- | ---- | ---- |
| 575  | 647  | 720  | 696  | 806  | 872  | 846  | 776  | 783  |

| 1851 | 1856 | 1861 | 1866 | 1872 | 1876 | 1881 | 1886 | 1891 |
| ---- | ---- | ---- | ---- | ---- | ---- | ---- | ---- | ---- |
| 793  | 778  | 785  | 731  | 798  | 745  | 681  | 600  | 576  |

| 1896 | 1901 | 1906  | 1911 | 1921 | 1926 | 1931 | 1936 | 1946 |
| ---- | ---- | ----- | ---- | ---- | ---- | ---- | ---- | ---- |
| 577  | 566  | 1 143 | 605  | 591  | 537  | 496  | 575  | 586  |

| 1954 | 1962 | 1968 | 1975  | 1982  | 1990  | 1999  | 2004  | 2006  |
| ---- | ---- | ---- | ----- | ----- | ----- | ----- | ----- | ----- |
| 575  | 639  | 861  | 1 144 | 1 730 | 2 516 | 2 964 | 3 246 | 3 413 |

| 2009  | 2014  | 2019  | 2022  | - | - | - | - | - |
| ----- | ----- | ----- | ----- | - | - | - | - | - |
| 3 439 | 4 048 | 4 323 | 4 386 | - | - | - | - | - |

L’histoire démographique de Villeneuve, après la saignée des XIVe et XVe siècles et le long mouvement de croissance jusqu’au début du XIXe siècle, est marquée par une période d’« étale » où la population reste relativement stable à un niveau élevé. Cette période dure de 1811 à 1872. L’exode rural provoque ensuite un mouvement de recul démographique de longue durée. Villeneuve connaît cependant un sort différent de la plupart des communes du département : la perte n’y a pas l’ampleur des communes montagnardes, et elle s’arrête beaucoup plus tôt (dès les années 1930). Depuis ce plus bas niveau, la population a été multipliée par sept, Villeneuve bénéficiant de sa situation en périphérie de Manosque.
| 1471    |
| ------- |
| 13 feux |

#### Superficie et population
La commune de Villeneuve a une superficie de 2 555 ha et une population de 3 439 habitants (en 2009), ce qui la classe :
| Rang                          | Superficie | Population | Densité |
| ----------------------------- | ---------- | ---------- | ------- |
| France                        | 5 162e     | 2 983e     | 6 268e  |
| Provence-Alpes-Côte d'Azur    | 444e       | 230e       | 252e    |
| Alpes-de-Haute-Provence       | 105e       | 9e         | 10e     |
| Arrondissement de Forcalquier | 29e        | 6e         | 6e      |
| Canton de Forcalquier         | 3e         | 2e         | 1er     |

### Enseignement
La commune est dotée de deux écoles, une école maternelle Martin-Bret et une école primaire Pierre-et-Marie-Curie possédant toutes les deux une garderie scolaire (gratuite en maternelle). Ensuite les élèves sont affectés au collège André Ailhaud de Volx (en souvenir d’André Ailhaud dit Ailhaud de Volx),. Puis les élèves sont dirigés vers les lycées de Manosque, soit le lycée polyvalent, soit le lycée Félix Esclangon, à Manosque.

### Sports et loisirs
De nombreuses associations sportives sont présentes dans la commune permettant la pratique de aikido, boules (Villeneuve Boules), boxe, cyclotourisme, danse, gymnastique (Villeneuve gym volontaire), football (Villeneuve sport football), moto-cross (Moto Club Volx Villeneuve), tennis.
La commune dispose d'un terrain de football, de courts de tennis, d'un bowling, d'un boulodrome.

### Service public
Il y a un bureau de Poste.

## Économie
Pour un article plus général, voir Économie des Alpes-de-Haute-Provence.

### Population active
La population âgée de 15 à 64 ans s'élevait en 2007 à 2 196 personnes (1 902 en 1999), parmi lesquelles on comptait 71,7 % d'actifs dont 63 % ayant un emploi et 8,6 % de chômeurs (contre 7,6 % en 1999).
La répartition par catégories socioprofessionnelles de la population active de Villeneuve, y compris les actifs sans emploi, fait apparaître une sous-représentation des « cadres et professions intellectuelles » et « professions intermédiaires » et une sur-représentation des « artisans et commerçants » et des « ouvriers » par rapport à la moyenne de la France métropolitaine.
|                             | Agriculteurs | Artisans, commerçants, chefs d'entreprise | Cadres, professions intellectuelles | Professions intermédiaires | Employés | Ouvriers |
| --------------------------- | ------------ | ----------------------------------------- | ----------------------------------- | -------------------------- | -------- | -------- |
| Villeneuve                  | 3,4 %        | 11,6 %                                    | 9,9 %                               | 18,6 %                     | 27,8 %   | 28,8 %   |
| Moyenne nationale           | 2,1 %        | 5,9 %                                     | 15,8 %                              | 24,8 %                     | 28,5 %   | 22,9 %   |
| Sources des données : INSEE |              |                                           |                                     |                            |          |          |

### Emploi
Villeneuve avait en 2004 un taux de chômage de 10,3 % (contre 11,3 % en 1999) inférieur à la moyenne nationale (12,9 % en 1999). La répartition de la population est conforme à la moyenne nationale avec 18,5 % de retraités et 25,56 % de jeunes scolarisés mais différents pour les actifs 42,6 % (45,2 % sur le plan national) et 13,3 % d'inactifs (contre 11,6 % en France), avec 45 % d'actifs[Quoi ?].
En 2007 on comptait 4 411 emplois dans la commune, contre 286 en 1999. Le nombre d'actifs ayant un emploi résidant dans la commune étant de 1 397, l’indicateur de concentration d'emploi est de 31,5 % (contre 29,4 % en 1999), ce qui signifie que la commune offre moins d'un tiers d'emploi aux Villeneuvois actifs.
La répartition par secteurs d'activité des emplois à Villeneuve fait apparaître l'importance de la construction et l'industrie (plus de deux fois la moyenne nationale). L'emploi tertiaire ne représente que 58,4 % du total à Villeneuve, contre plus de 75 % en France métropolitaine.
|                             | Agriculture | Industrie | Construction | Commerce, transports, services divers | Administration publique, enseignement, santé, action sociale |
| --------------------------- | ----------- | --------- | ------------ | ------------------------------------- | ------------------------------------------------------------ |
| Villeneuve                  | 3,9 %       | 21,0 %    | 16,6 %       | 29,7 %                                | 28,7 %                                                       |
| Moyenne nationale           | 3,1 %       | 14,8 %    | 6,8 %        | 45,1 %                                | 30,3 %                                                       |
| Sources des données : Insee |             |           |              |                                       |                                                              |

### Entreprises
Sept entreprises ont un chiffre d'affaires supérieur à 1 000 000 € en 2009.
Terre d'Oc évolution, créée le 21 juin 2006, qui fabrique des produits de parfumerie et emploie 75 salariés, ATP environnement, créée le 12 février 2006 (services à l'exploitation forestière), Savonnerie de Haute-Provence, créée le 2 janvier 2002 (fabrication de parfums et de produits pour la toilette), EPHEM Distribution, crée le 4 novembre 2004 (fabrication de produits réfractaires), Provence Froid, créée le 1er janvier 1984 (Installation de machines et équipements mécaniques), Terre d'Oc création, créée le 1er octobre 1995 (Activités des sociétés holding) et Vita Prim, créée le 1er octobre 2006 (négoce de fruits et légumes).
| Société                                         | Chiffre d'affaires | Chiffre d'affaires | Chiffre d'affaires    | Bénéfice net | Bénéfice net | Bénéfice net          | Emploi | Emploi |
| ----------------------------------------------- | ------------------ | ------------------ | --------------------- | ------------ | ------------ | --------------------- | ------ | ------ |
|                                                 | 2009               | 2008               | Variation sur 12 mois | 2009         | 2008         | Variation sur 12 mois | 2009   | 2008   |
| Terre d'Oc évolution                            | 8 911 000          | 10 232 000         | -12,92 %              | 316 000      | 888 000      | -64,42 %              | n.c.   | 76     |
| ATP environnement                               | 2 123 000          | 2 019 000          | +5,15 %               | 56 000       | 45 000       | +24,44 %              | 19     | 20     |
| Savonnerie de Haute-Provence                    | 2 011 000          | 1 613 000          | +24,67 %              | 92 000       | 37 000       | +148,65 %             | n.p.   | n.p.   |
| EPHEM Distribution                              | 1 669 000          | 1 623 000          | +2,83 %               | 135 000 2008 | 198 000 2007 | -31,82 %              | n.p.   | n.p.   |
| Provence Froid                                  | 1 448 000          | 1 360 000          | +6,47 %               | 90 000       | 43 000       | +109,30 %             | 9      | 8      |
| Terre d'Oc création                             | 1 291 000          | 997 000            | +29,49 %              | 0            | 233 000      |                       | n.p.   | n.p.   |
| Vita Prim                                       | 1 129 000          | 858 000            | +31,58 %              | 127 000      | 48 000       | +164,58 %             | n.p.   | n.p.   |
| NOTE : n.p = non précisé, n.c. = non communiqué |                    |                    |                       |              |              |                       |        |        |

### Agriculture
Les agriculteurs de la commune de Villeneuve ont droit à six labels appellation d'origine contrôlée (AOC), dont le banon, et trois labels pour le vin pierrevert AOC blanc, rouge et rosé et à neuf labels indication géographique protégée (IGP) (petit épeautre, miel de Provence, agneau de Sisteron, alpes-de-haute-provence (IGP) blanc, rouge et rosé et VDP de Méditerranée blanc, rouge et rosé).
La vigne, composante de la triade méditerranéenne, est présente anciennement à Villeneuve. Au XIXe siècle, le vin produit est destiné à l’autoconsommation, une petite quantité étant commercialisée sur le marché régional. Actuellement, le vin a gagné en qualité et le terroir est inclus dans le périmètre du Pierrevert (AOC).
La culture de l’olivier est pratiquée dans la commune depuis des siècles, tout en étant soumise à des contraintes fortes. Le terroir de la commune se situe en effet à la limite altitudinale de l’arbre, qui ne peut que difficilement être exploité au-delà des 650 mètres. L’oliveraie de Villeneuve occupait plusieurs dizaines d’hectares au début du XIXe siècle. Actuellement, elle a compte encore plusieurs milliers de pieds exploités. L’huile produite à partir des olives récoltées dans la commune bénéficie des AOC huile d’olive de Provence et huile d’olive de Haute-Provence.
La commune compte également un élevage bovin, comptant 90 vaches laitières, et transformant lui-même sa production (crème, beurre, fromage, yaourt).

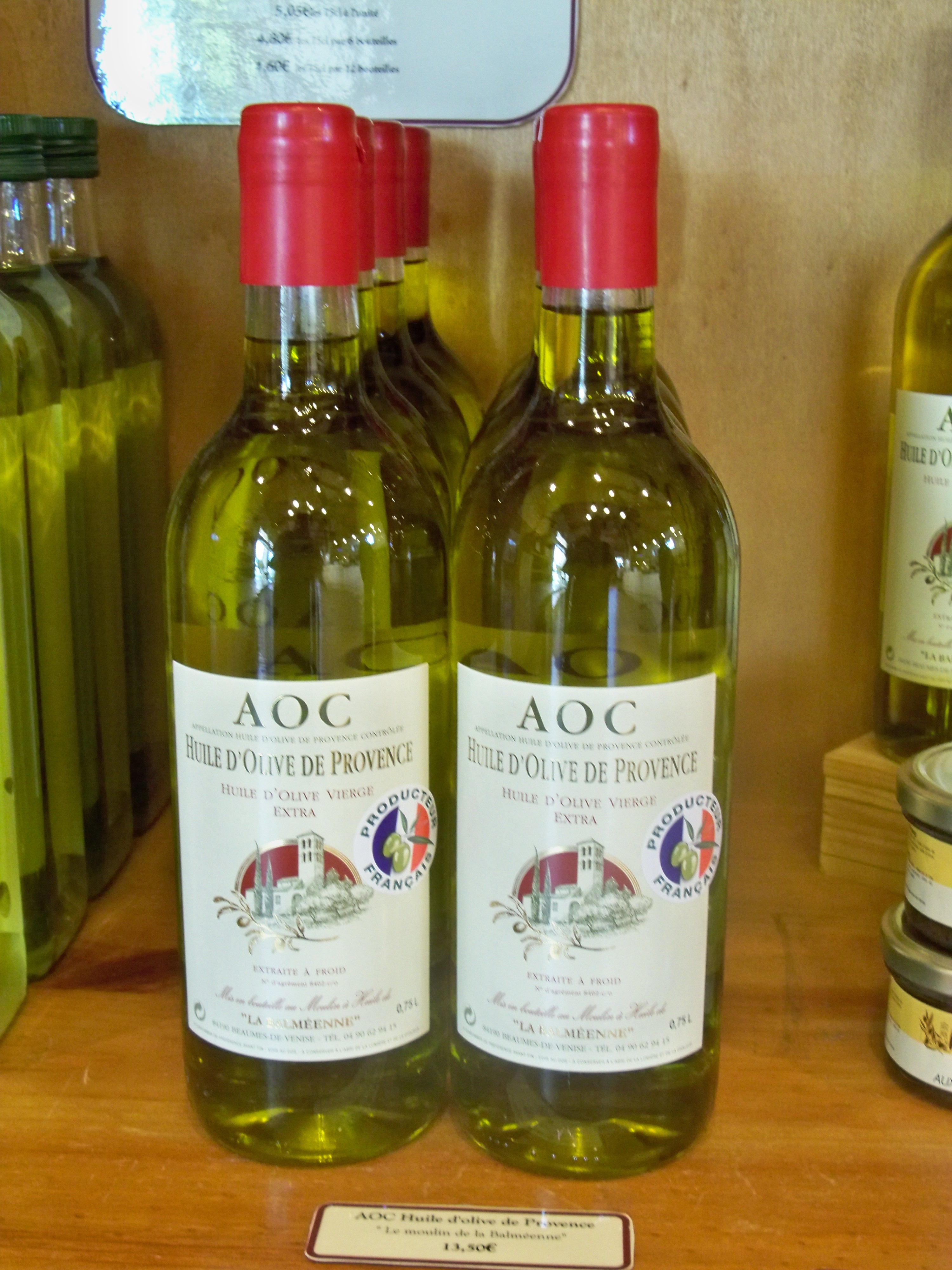
Huile de Provence AOC.
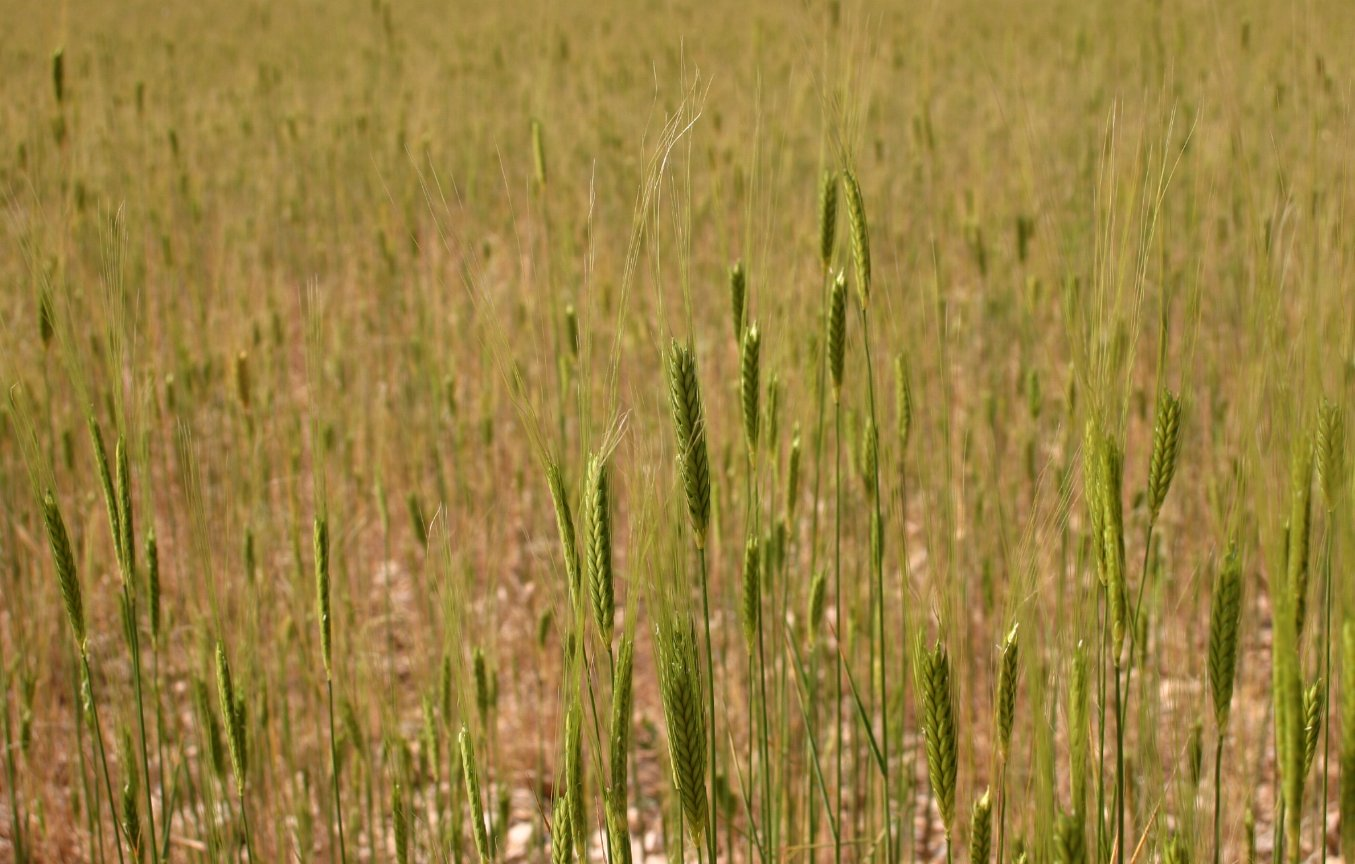
Petit épeautre.
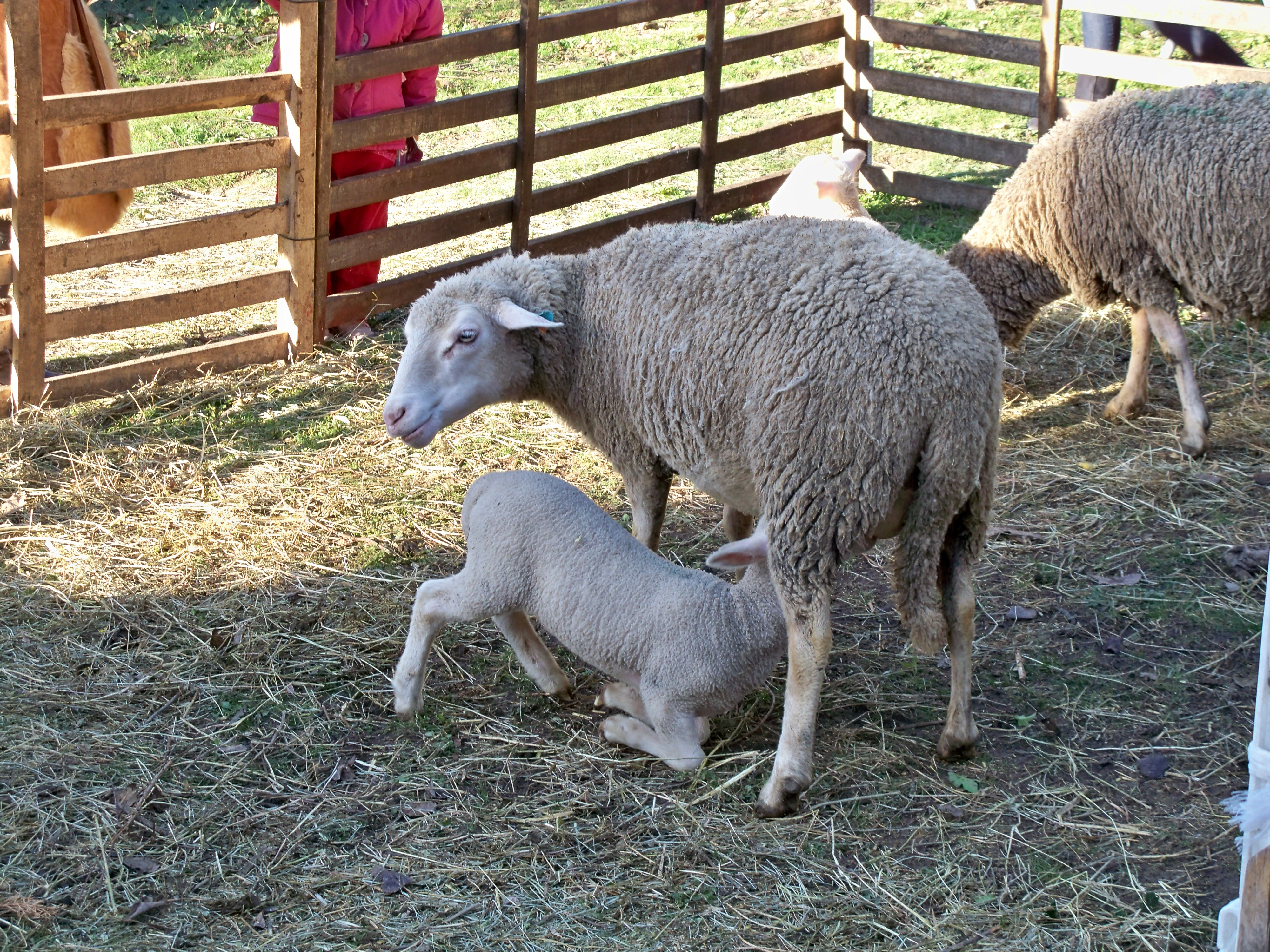
Agneau de Sisteron élevé sous sa mère.
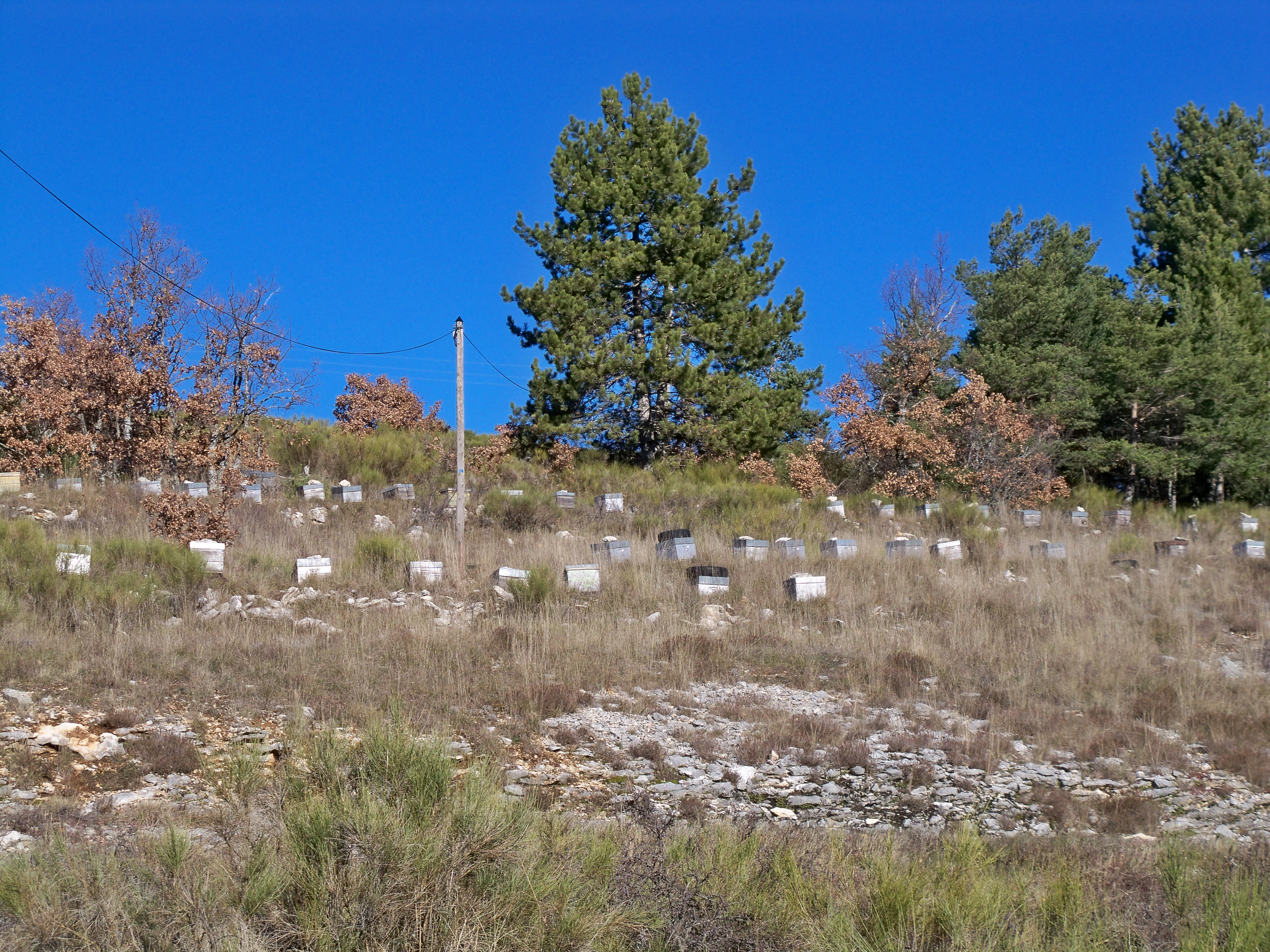
Ruches à la combe du Pommier.
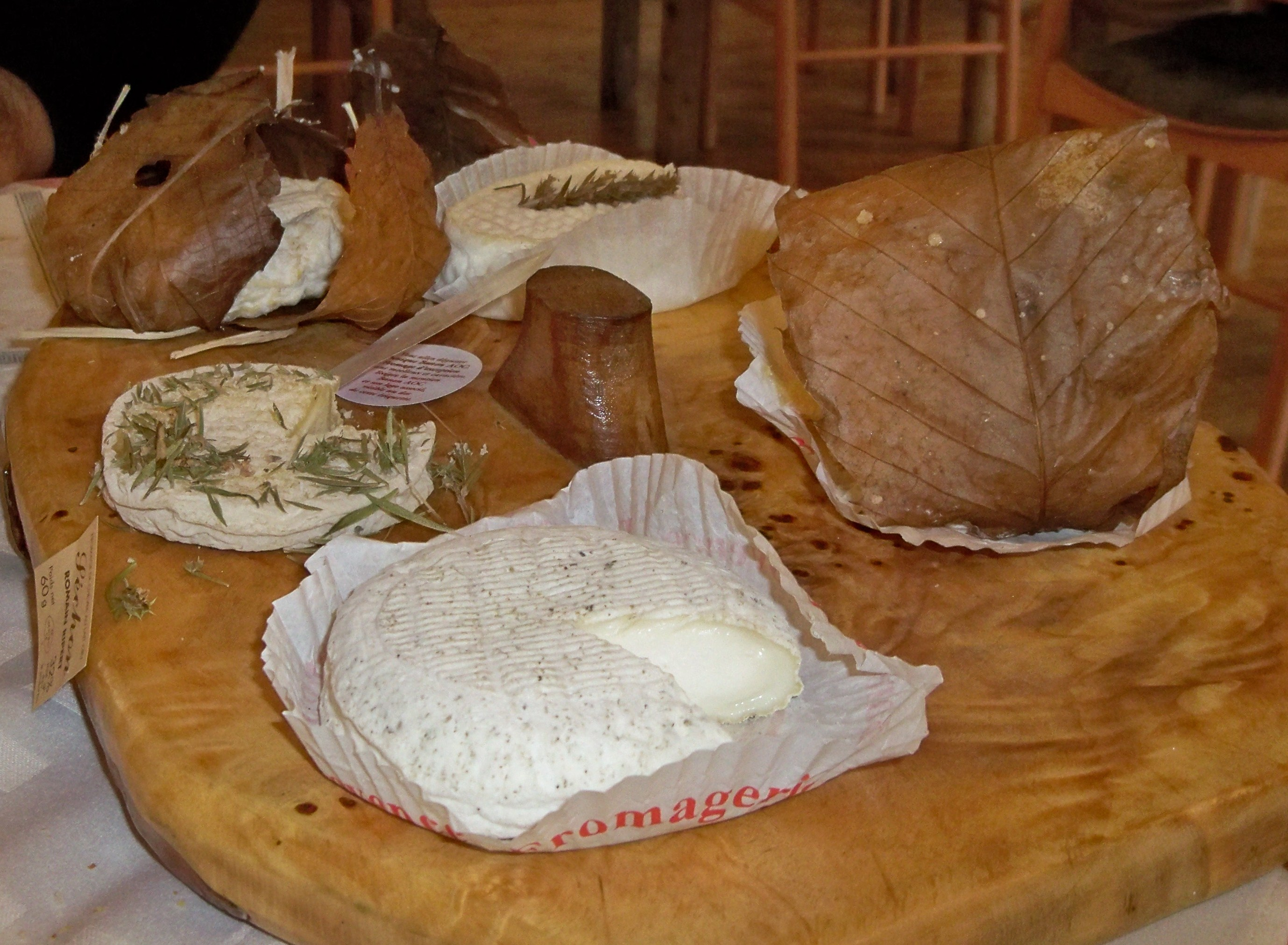
Plateau d'AOC banon dans un restaurant de Revest-du-Bion.

### Industrie

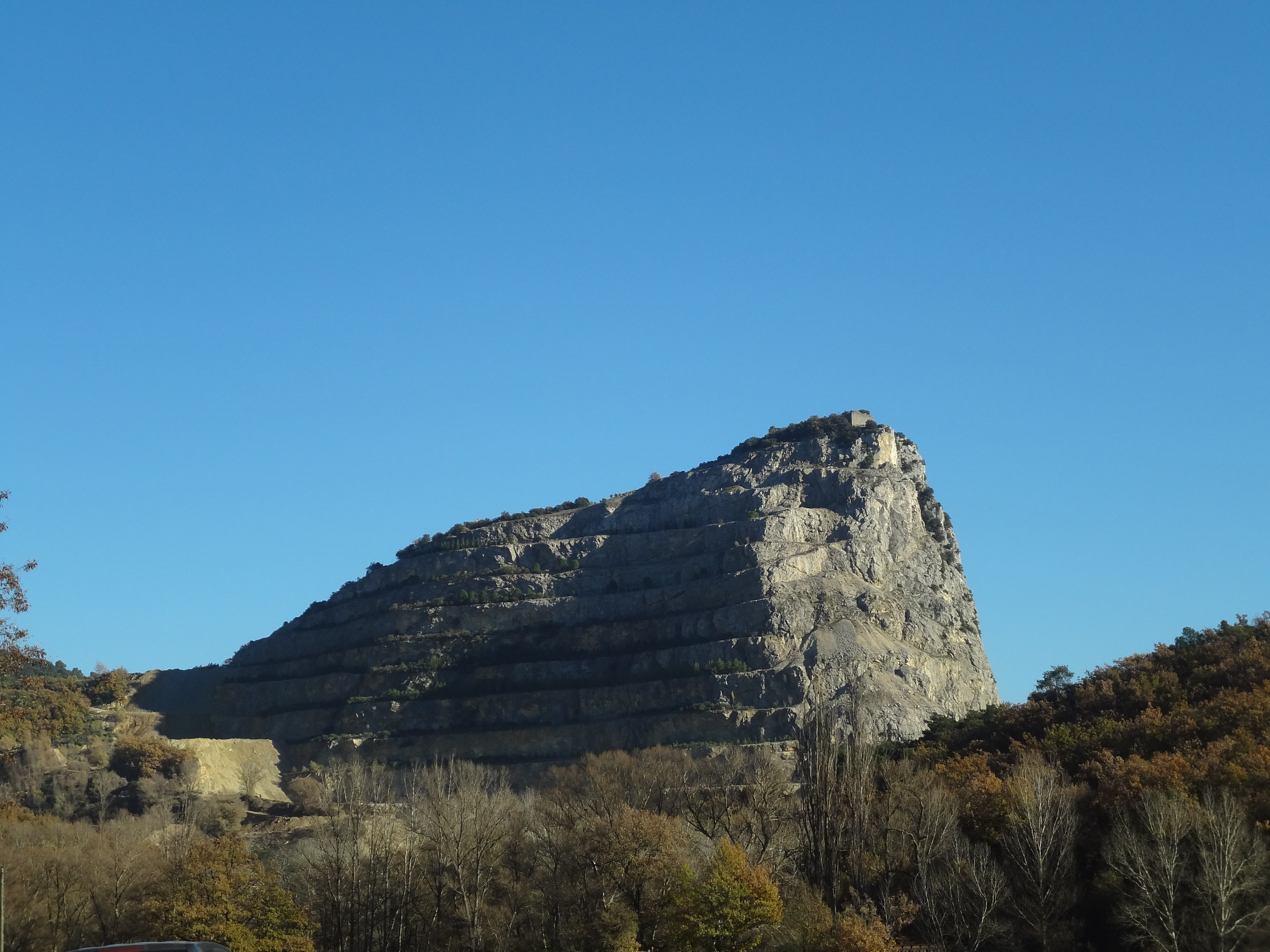
Bancs de taille de la carrière de la Roche-Amère.

La colline de la Roche-Amère, site initial du village, est exploitée comme carrière par Carrières et ballastières des Alpes pour la production de granulats. Initialement ouverte pour fournir du calcaire qu'elle livrait aux fours à chaux de Saint-Auban grâce à la ligne de Forcalquier à Volx, elle produit actuellement entre 150 000 et 200 000 tonnes de granulats par an. Pour le même usage, elle transforme environ 30 000 tonnes de déblais de chantier par an. Six salariés sont employés.

### Activités tertiaires
Marché le dimanche matin.
La commune compte un hôtel, deux bars et cafés, une boulangerie, un commerce d'alimentation, deux banques, deux garages, un salon de coiffure.

## Lieux et monuments
Villeneuve possède un monument historique, l’église Saint-Saturnin. L’église paroissiale, qui est donc placée sous le vocable de Saint-Saturnin, a comme saint patron saint Sébastien. Elle est construite en style roman : sa nef de trois travées voûtées d’arêtes, doublée par un bas-côté également voûté d’arêtes, débouche dans une abside en cul-de-four. Du côté sud, se trouve une chapelle. Le clocher-mur, est au-dessus du chœur. Bien que la façade méridionale porte la date de 1600, une partie de sa construction peut être postérieure, notamment au vu du portail encadré de pilastres, et placé sous un entablement. L’église est inscrite au titre des monuments historiques par arrêté du 28 décembre 1926. Son pupitre d’autel, en bois peint, est orné d’une scène représentant deux anges priant vers le Saint-Esprit, et d’angelots au registre inférieur. Datant du XVIIIe siècle, l’objet est inscrit depuis 1990,.
La chapelle Notre-Dame de la Roche est construite au sommet d‘un pic qui donne un panorama sur la vallée de la Durance, les confluents avec l’Asse et le Largue, et Volx. Située à proximité d’un château fort, elle desservait l’ancien village, abandonné au XVe siècle. C’était une possession de l’abbaye de Saint-Gilles. L’abside est de la fin du XIe siècle ou du début du XIIe. Le reste de l’église, la nef de deux travées en berceau surbaissé, l’absidiole du côté nord, sont du XVIIe ou du XVIIIe siècle. Une carrière exploite le pied de la montagne où elle est construite.
Sur le site de la Roche-Amère (ou Roque-Amère), se trouve encore quelques ruines du château du XIe siècle.

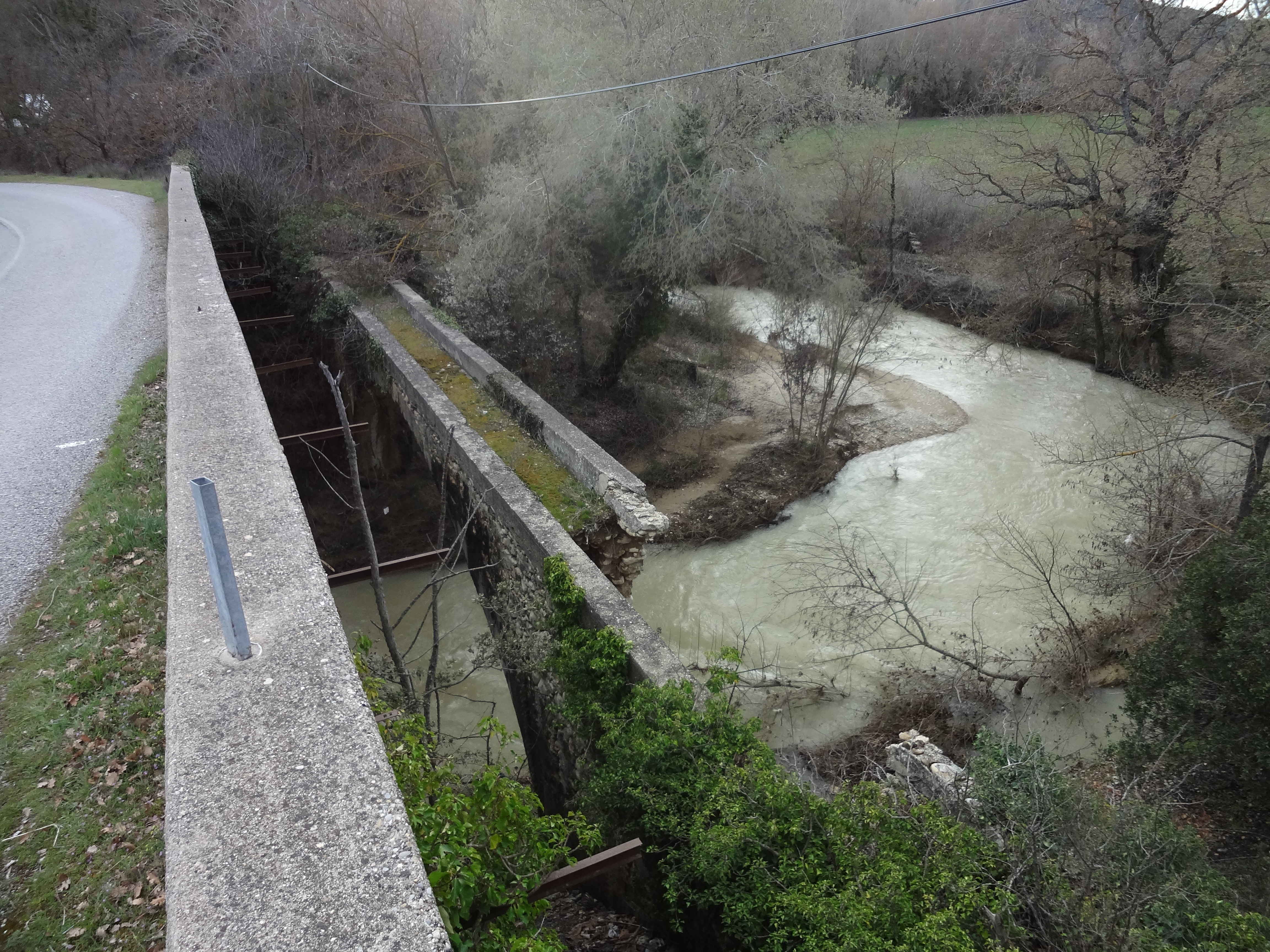
Pont muletier dit pont du Pâtre, sur le Lauzon.

À la limite de la commune de La Brillanne, se trouve un ancien pont muletier, dit le pont du Pâtre : c’est un pont muletier, qui a depuis été doublé par deux ponts routiers successifs destinés à la RN 96. Actuellement, il tombe en ruines.

### Institutions culturelles
Créé en juillet 1985 avec l'aide de la municipalité, le musée de Villeneuve est géré par l'association « Les Amis de Villeneuve », association loi de 1901 créée en avril 1980.
Le musée rassemble des vestiges archéologiques recueillis au cours de fouilles ou trouvés par les habitants, des objets, photographies ou documents de l'histoire du village de Villeneuve et de l'activité de ses habitants.
Villeneuve dispose d'une bibliothèque du réseau Culture et bibliothèque pour tous possédant environ 11 400 livres.

### Distinctions culturelles
Villeneuve fait partie des communes ayant reçu l’étoile verte espérantiste, distinction remise aux maires de communes recensant des locuteurs de la langue construite espéranto.

### Personnalités liées à la commune
- Honoré Louis Auguste Massol de Monteil (1747-1834), général des armées de la République et de l'Empire, né dans la commune.
- François-Antoine Arbaud (1768-1836), évêque du diocèse de Gap, a été curé de Villeneuve.
- Frédéric Aillaud (1857-1924), homme politique français, député, conseiller général et maire de Villeneuve de 1900 à 1924.

### Héraldique
| Blason de Villeneuve | Blason  | Coupé : au 1er de sable à la croix d'argent, au 2e d'argent à un éléphant d'azur. |
| Blason de Villeneuve | Détails | Le statut officiel du blason reste à déterminer.                                  |